# Comandante supremo aliado en Europa
El comandante supremo aliado en Europa (en inglés: Supreme Allied Commander Europe, SACEUR) es el comandante del Mando Aliado de Operaciones (ACO) de la OTAN y jefe del Cuartel General Supremo de las Potencias Aliadas en Europa (SHAPE). El comandante tiene su base en el SHAPE en Casteau, Bélgica. El SACEUR es la segunda posición militar más alta dentro de la OTAN, por debajo solo del presidente del Comité Militar de la OTAN en términos de precedencia.
El SACEUR siempre ha estado en manos de un general de cuatro estrellas de las Fuerzas Armadas de los Estados Unidos, y también desempeña la función de comandante del Mando Europeo de los Estados Unidos.
El actual SACEUR, el general Christopher G. Cavoli, ocupa el cargo desde el 4 de julio de 2022.

## Comandantes supremos aliados en Europa
|     | Nombre                                    | Foto | Rama              | Toma de posesión        | Ref.  |
| --- | ----------------------------------------- | ---- | ----------------- | ----------------------- | ----- |
| 1.  | General del Ejército Dwight D. Eisenhower |      | Ejército          | 2 de abril de 1951      | [ 2 ] |
| 2.  | General Matthew Ridgway                   |      | Ejército          | 30 de mayo de 1952      | [ 2 ] |
| 3.  | General Alfred Gruenther                  |      | Ejército          | 11 de julio de 1953     | [ 2 ] |
| 4.  | General Lauris Norstad                    |      | Fuerza Aérea      | 20 de noviembre de 1956 | [ 2 ] |
| 5.  | General Lyman Lemnitzer                   |      | Ejército          | 1 de enero de 1963      | [ 2 ] |
| 6.  | General Andrew Goodpaster                 |      | Ejército          | 1 de julio de 1969      | [ 2 ] |
| 7.  | General Alexander Haig                    |      | Ejército          | 15 de diciembre de 1974 | [ 2 ] |
| 8.  | General Bernard W. Rogers                 |      | Ejército          | 1 de julio de 1979      | [ 2 ] |
| 9.  | General John Galvin                       |      | Ejército          | 26 de junio de 1987     | [ 2 ] |
| 10. | General John Shalikashvili                |      | Ejército          | 23 de junio de 1992     | [ 2 ] |
| 11. | General George Joulwan                    |      | Ejército          | 22 de octubre de 1993   | [ 2 ] |
| 12. | General Wesley Clark                      |      | Ejército          | 11 de julio de 1997     | [ 2 ] |
| 13. | General Joseph Ralston                    |      | Fuerza Aérea      | 3 de mayo de 2000       | [ 2 ] |
| 14. | General James L. Jones                    |      | Cuerpo de Marines | 17 de enero de 2003     | [ 3 ] |
| 15. | General Bantz J. Craddock                 |      | Ejército          | 7 de diciembre de 2006  | [ 4 ] |
| 16. | Almirante James G. Stavridis              |      | Armada            | 2 de julio de 2009      | [ 5 ] |
| 17. | General Philip M. Breedlove               |      | Fuerza Aérea      | 13 de mayo de 2013      | [ 6 ] |
| 18. | General Curtis Scaparrotti                |      | Ejército          | 4 de mayo de 2016       | [ 7 ] |
| 18. | General Tod D. Wolters                    |      | Fuerza Aérea      | 3 de mayo de 2019       | [ 8 ] |

## Vicecomandantes supremos y jefes de Estado Mayor
El comandante supremo aliado en Europa recibe el apoyo del vicecomandante supremo aliado en Europa (Deputy Supreme Allied Commander Europe, DSACEUR) y del jefe de Estado Mayor (Chief of Staff, COS), oficiales que, junto con el SACEUR, forman la estructura superior del Mando Aliado de Operaciones. Los puestos de DSACEUR y de COS se asignan de forma permanente a generales de cuatro estrellas de Reino Unido y Alemania respectivamente.